# Liga Nacional de Baloncesto Profesional de México 2001
La Temporada 2001 de la LNBP fue la segunda edición de la Liga Nacional de Baloncesto Profesional de México. En esta edición se aumentó a 12 los equipos que tomaron parte en el circuito. No obstante, salieron 4 equipos que participaron en la campaña anterior, los cuales fueron: Correcaminos UAT Reynosa, Correcaminos UAT Tampico, Indios de la UACJ y los Vaqueros de Agua Prieta. Sin embargo, ingresaron a la liga 5 nuevos clubes que fueron: Fuerza Regia de Monterrey, Gallos de Pelea de Ciudad Juárez, Garzas Guerreras de la UATX, Lechugueros de León y los Tecolotes de la UAG.

## Campeón de Liga
El Campeonato de la LNBP lo obtuvieron los Gallos de Pelea de Ciudad Juárez, los cuales derrotaron en la Serie Final a los Lobos de la U.A. de C. por 4 juegos a 1, coronándose el equipo juarense en calidad de visitante en el propio Gimnasio "Manuel de Jesús Morales" de Saltillo, Coahuila.

## Equipos participantes
| Liga Nacional de Baloncesto Profesional de México 2001 |                             |
| Equipo                                                 | Sede                        |
| Algodoneros de la Comarca                              | Torreón, Coahuila           |
| Correcaminos UAT Matamoros                             | Matamoros, Tamaulipas       |
| Correcaminos UAT Victoria                              | Ciudad Victoria, Tamaulipas |
| Dorados de Chihuahua                                   | Chihuahua, Chihuahua        |
| Fuerza Regia de Monterrey                              | Monterrey, Nuevo León       |
| Gallos de Pelea de Ciudad Juárez                       | Ciudad Juárez, Chihuahua    |
| Garzas de Plata de la UAEH                             | Pachuca, Hidalgo            |
| Garzas Guerreras de la UATX                            | Tlaxcala, Tlaxcala          |
| Lechugueros de León                                    | León, Guanajuato            |
| Lobos de la U.A. de C.                                 | Saltillo, Coahuila          |
| Ola Roja del Distrito Federal                          | México, D. F.               |
| Tecolotes de la UAG                                    | Guadalajara, Jalisco        |